# Saint-Sulpice-de-Cognac
Saint-Sulpice-de-Cognac är en kommun i departementet Charente i regionen Nouvelle-Aquitaine i västra Frankrike. Kommunen ligger  i kantonen Cognac-Nord som ligger i arrondissementet Cognac. År 2021 hade Saint-Sulpice-de-Cognac 1 183 invånare.

## Befolkningsutveckling
Antalet invånare i kommunen Saint-Sulpice-de-Cognac
Referens:INSEE